# 利奧波德·英費爾德
利奧波德·英費爾德（Leopold Infeld），（1898年8月20日—1968年1月15日），波蘭物理學家，曾經做過愛因斯坦的助手，主要在波蘭和加拿大（1938-1950）工作。他是英國劍橋大學（1933-1934）洛克菲勒研究員和波蘭科學院的成員。他曾簽署羅素—愛因斯坦宣言，曾与愛因斯坦合著《物理学的进化》（The Evolution of Physics）。